# Palaua ngarduaisi
Palaua ngarduaisi é uma espécie de gastrópode da família Euconulidae.
É endémica de Palau.